# Мурав'янка-прудкокрил перуанська
Мурав'янка-прудкокрил перуанська (Hypocnemis peruviana) — вид горобцеподібних птахів родини сорокушових (Thamnophilidae). Мешкає в Амазонії. Раніше вважався конспецифічним зі співочою мурав'янкою-прудкокрилом.

## Підвиди
Виділяють два підвиди:
- H. p. saturata Carriker, 1930 — південно-східна Колумбія, схід Еквадору, північний схід Перу і північний захід Бразилії (на північ від Амазонки, на схід до річок Ріу-Негру і Мадейра);
- H. p. peruviana Taczanowski, 1884 — схід Перу (на південь від Амазонки) і північний захід Болівії.

## Поширення і екологія
Перуанські мурав'янки-прудкокрили мешкають в Колумбії, Еквадорі, Перу, Бразилії і Болівії. Вони живуть в підліску вологих рівнинних тропічних лісів. Зустрічаються парами або невеликими зграйками, переважно на висоті до 1300 м над рівнем моря. Живляться комахами та іншими безхребетними.